# Urbano Lucchesi
Pour les articles homonymes, voir Lucchesi.
Urbano Lucchesi (Lucques, 1844 - Florence, janvier 1906) est un sculpteur italien qui a été actif de la deuxième moitié du XIXe au début du XXe siècle.

## Biographie
Urbano Lucchesi est issu d'une humble famille d'ouvriers et il fut aidé à ses débuts par Augusto Passaglia.
Il étudia à l'institut des Beaux-Arts de Lucques et dans l'atelier du graveur Luigi Bigotti.
Avec l'appui du sculpteur Vincenzo Conzani il put intégrer l’Académie du dessin de Florence dont il devint président ensuite.
Il est l'auteur de nombreuses œuvres pour des personnes privées et pour la représentation publique des personnages historiques du Risorgimento.
Il fut aussi directeur de la Manufacture de Doccia fondée par comte Carlo Ginori.

## Œuvres
- Cupidon, marbre de 91 cm, Londres.
- Monument à Giuseppe Garibaldi, Lucques (1889)
- Monument à Victor-Emmanuel II de Savoie, Spolète
- Monument à Percy Bysshe Shelley, incinéré à Viareggio (1894)
- Buste de Giuseppe Garibaldi, Montefegatesi, Bagni di Lucca (1902)

## Sources
- (it) Cet article est partiellement ou en totalité issu de l’article de Wikipédia en italien intitulé « Urbano Lucchesi » (voir la liste des auteurs).